# Аз бях спътник на Слънцето
„Аз бях спътник на Слънцето“ (на руски: Я был спутником Солнца) е съветски фантастичен филм от 1959 година.

## Сюжет
Внимание:  Текстът по-долу разкрива сюжета на произведението (или части от него)!
Малкият Андрей (Анатолий Шамшурин) намира на масата в апартамента телеграма, изпратена от баща му Игор Петрович (Владимир Емелянов), в която той моли майка му да прибере в сейфа всички документи, защото иначе Андрей може да разбере цялата истина. В любопитството си, момчето отваря сейфа и в него намира стари чертежи, играчка, снимка на непознат човек, изрезки от вестници, в които се пише за изстрелването на изкуствени спътници, и ленти с някакви записи. Андрей поставя първата лента във видеофона и вижда на нея последните минути от полета на същия този непознат човек от снимката. На втората лента е записана част от научна конференция, където човекът обяснява за някакви странни явления в космоса, близо до Слънцето. Той няма точни доказателства за това, но знае как да го изучи. Попадайки в такава зона на космическия кораб се поврежда електрониката, което може да доведе до катастрофа, а при положение, че полетите до Луната и Слънцето са ежедневие, този проблем е доста актуален.
Тридесет години по-късно, Андрей (Павел Махотин) вече е астронавт, летял стотици пъти до Луната. Сега той се оттегля и започва научна разработка върху създаването на материал, който да може да защити хората от вредните лъчения. Многобройните опити завършват успешно и е построен експериментален кораб. Веднъж кораба с опитни животни на борда си донася тревожна новина. Един от приборите е засякъл еднократно, но силно повишение на нивото на радиация. Пристигайки на Земята първоначално макакът Рене не показва признаци на лъчева болест, но скоро състоянието и започва рязко да се влошава и на двадесет и първия ден, тя изпада в предсмъртна агония. Анализ на траекторията на полета показва, че критичния момент е настъпил по време на прибирането на кораба към Земята. След видеосъбеседване с Лунната база се поражда хипотезата, че корабът е попаднал в зона с изменена материя. Може би професор Калинин, непознатия човек от снимката, все пак е бил прав. Теорията получава косвено потвърждение. Облъчването на Рене съвпада с момента, в който в противометеоритното оръдие е имало няколко атомни заряда, вместо един. Заради отказа на електрониката те са се търкали един в друг и са създали радиационно поле вътре в кораба, от което външната обвивка не може да те предпази.
По молба на Андрей, научните работници изчисляват траекторията на полета на Слънчевата станция на професора, непосредствено преди нейното изчезване. С помощта на нов кораб, зареден с противометеоритно оръдие, смятат да изпратят нова експедиция към Слънцето. За да покажат колко опасен е този експеримент, участниците в новата конференция показват запис, излъчен от професора, непосредствено преди неговата гибел. От него става ясно, че всъщност Андрей е негов син. При така стеклите се обстоятелства, учените удовлетворяват молбата на Андрей той лично да се заеме с изследването на този феномен.
Достигайки до точката, през която по-рано е преминал първия експериментален кораб с Рене на борда, ракетата на Андрей изгубва връзка с Лунната база. След това идва срещата с метеоритния дъжд. Андрей стреля с оръдието, но му свършват снарядите. Измъквайки се като по чудо невредим от срещата с каменните блокове, Андрей достига до изгубената лаборатория на своя баща. Той я прикача и я прибира в транспортния отсек. Неуспявайки бързо да се измъкне от непроходимата зона, Андрей решава да пренасочи цялото атомно гориво към спасителната капсула и да изпрати лабораторията към Земята. По този начин ще бъде спасен ценен научен материал, но космонавта и неговия кораб ще се превърнат във вечни спътници на Слънцето.
На Земята обработват данните, събрани от професор Калинин и достигат до извода, че все пак има надежда Андрей да бъде спасен. Зоната трябва частично да се пробие с радиолъчи и така кораба ще може да се освободи и да поеме по обратния път. Всичко завършва благополучно.

## В ролите
- Павел Махотин като Андрей
- Владимир Емелянов като професор Игор Петрович Калинин
- Георгий Шамшурин като Сергей Иванович
- Анатолий Шамшурин като Андрей като дете
- Георгий Вицин като колегата на Андрей
- Феликс Яворски като космонавта